# Byron (Nebraska)
Byron é uma vila localizada no estado americano de Nebraska, no Condado de Thayer.

## Demografia
Segundo o censo americano de 2000, a sua população era de 144 habitantes. 
Em 2006, foi estimada uma população de 128, um decréscimo de 16 (-11.1%).

## Geografia
De acordo com o United States Census Bureau, a localidade tem uma área de 0,4 km², sem área coberta por água. Byron localiza-se a aproximadamente 509 m acima do nível do mar.

## Localidades na vizinhança
O diagrama seguinte representa as localidades num raio de 20 km ao redor de Byron. 